# آلان مينيرو
آلان مينيرو (بالبرتغالية: Alan Mineiro‏) (29 سبتمبر 1987 في البرازيل – )؛ هو لاعب كرة قدم سابق كان يلعب كلاعب وسط.

## وصلات خارجية
- آلان مينيرو على موقع رابطة كرة القدم اليابانية للمحترفين (اليابانية)
- آلان مينيرو على موقع قاعدة بيانات كرة القدم.إي يو (الإنجليزية)
- آلان مينيرو على موقع Soccerway.com (الإنجليزية)
- آلان مينيرو على موقع عالم كرة القدم.نت (الإنجليزية)